# Houldizy
Houldizy és un municipi francès situat al departament de les Ardenes i a la regió del Gran Est. L'any 2007 tenia 346 habitants.

## Demografia

### Població
El 2007 la població de fet de Houldizy era de 346 persones. Hi havia 130 famílies de les quals 24 eren unipersonals (20 homes vivint sols i 4 dones vivint soles), 41 parelles sense fills, 53 parelles amb fills i 12 famílies monoparentals amb fills.
La població ha evolucionat segons el següent gràfic:
Habitants censats

### Habitatges
El 2007 hi havia 141 habitatges, 132 eren l'habitatge principal de la família, 3 eren segones residències i 6 estaven desocupats. 135 eren cases i 6 eren apartaments. Dels 132 habitatges principals, 112 estaven ocupats pels seus propietaris, 17 estaven llogats i ocupats pels llogaters i 3 estaven cedits a títol gratuït; 1 tenia dues cambres, 7 en tenien tres, 23 en tenien quatre i 101 en tenien cinc o més. 101 habitatges disposaven pel capbaix d'una plaça de pàrquing. A 43 habitatges hi havia un automòbil i a 84 n'hi havia dos o més.

### Piràmide de població
La piràmide de població per edats i sexe el 2009 era:
| Homes | Edats   | Dones |
| ----- | ------- | ----- |
| 0     | 95 o +  | 0     |
| 0     | 90 a 94 | 0     |
| 0     | 85 a 89 | 0     |
| 0     | 80 a 84 | 0     |
| 0     | 75 a 79 | 4     |
| 4     | 70 a 74 | 0     |
| 4     | 65 a 69 | 12    |
| 8     | 60 a 64 | 0     |
| 8     | 55 a 59 | 12    |
| 20    | 50 a 54 | 20    |
| 12    | 45 a 49 | 12    |
| 20    | 40 a 44 | 12    |
| 20    | 35 a 39 | 12    |
| 4     | 30 a 34 | 16    |
| 12    | 25 a 29 | 4     |
| 4     | 20 a 24 | 8     |
| 4     | 15 a 19 | 8     |
| 8     | 10 a 14 | 16    |
| 16    | 5 a 9   | 4     |
| 0     | 0 a 4   | 4     |

## Economia
El 2007 la població en edat de treballar era de 237 persones, 185 eren actives i 52 eren inactives. De les 185 persones actives 172 estaven ocupades (93 homes i 79 dones) i 12 estaven aturades (4 homes i 8 dones). De les 52 persones inactives 25 estaven jubilades, 16 estaven estudiant i 11 estaven classificades com a «altres inactius».

### Ingressos
El 2009 a Houldizy hi havia 128 unitats fiscals que integraven 356 persones, la mediana anual d'ingressos fiscals per persona era de 22.919 €.

### Activitats econòmiques
Dels 14 establiments que hi havia el 2007, 1 era d'una empresa extractiva, 9 d'empreses de construcció, 1 d'una empresa de comerç i reparació d'automòbils, 1 d'una entitat de l'administració pública i 2 d'empreses classificades com a «altres activitats de serveis».
Dels 8 establiments de servei als particulars que hi havia el 2009, 2 eren paletes, 3 guixaires pintors, 2 lampisteries i 1 electricista.
L'any 2000 a Houldizy hi havia 5 explotacions agrícoles.

## Poblacions més properes
El següent diagrama mostra les poblacions més properes.